# Scarborough (Yorkshire du Nord)
Pour les articles homonymes, voir Scarborough.
Scarborough est une ville sur la mer du Nord dans le comté du Yorkshire du Nord en Angleterre, Royaume-Uni. La ville moderne se situe entre 30 et 70 m au-dessus du niveau de la mer sur des falaises calcaires. La vieille ville entoure le port qui est protégé par une pointe de rocher. Les villes situées à proximité comprennent Kingston-upon-Hull, York et Leeds.

## Histoire
La ville approche des 60 000 habitants et est une des principales stations balnéaires de la côte du Yorkshire. Une personne de Scarborough est traditionnellement connue comme un Scarborian. Ils sont également connus comme Algerinos avec une ville rivale, Whitby[incompréhensible][Interprétation personnelle ?][réf. nécessaire].
L'essor de Scarborough en tant que station thermale remonte à la découverte, en 1626, des vertus thérapeutiques de ses sources ; dès 1676, ses eaux avaient la réputation de soigner un certain nombre de maladies, dont la « mélancolie hypocondriaque ».
Le théâtre circulaire, l'un des cinq théâtres de Scarborough, doit une grande partie de sa popularité à l'auteur dramatique résident Alan Ayckbourn, dont fut donnée ici la première de nombreuses pièces ayant leur représentation à Londres.
Les nouvelles locales pour la ville sont fournies par Yorkshire Coast Radio.
Pendant la Première Guerre Mondiale, la ville a été bombardée par la flotte impériale allemande, dans le but d'attirer des bateaux de guerre britanniques.

## Démographie
La population de la ville (comprenant le château, centrale, Eastfield, Falsgrave Park, Newby, North Bay, Northstead, Ramshill, Stepney, Weaponness et les quartiers boisés) est de 50 135 habitants. Scarborough est au cœur d'une zone urbaine d'un peu moins de 100 000 habitants, et l'ensemble du district (arrondissement de Scarborough) est bien plus que ce chiffre ; au cours de la saison de pointe, le tourisme peut doubler la population. 7,5 % de la population sont âgés de plus de 60 ans, comparativement à une moyenne de 20,9 % au niveau national. Seulement 21,9 % de la population sont âgés entre 20 et 39, comparativement à 28,1 % au niveau national. (Source: Statistiques 2001 de la région de recensement)

## Sport
Le Scarborough Athletic (en) a succédé en 2007 au Scarborough FC, fondé en 1879 et mis en liquidation en raison de ses dettes.

## Personnalités
- Frank Henry Mason (1875-1965), artiste anglais, est mort à Scarborough.
- L'auteure Edith Sitwell y est née en 1887.
- Son frère, l'auteur Sacheverell Sitwell, y est né en 1897.
- L'acteur Charles Laughton y est né le 1er juillet 1899.
- Anne Brontë, morte en 1849, est inhumée dans le cimetière de Scarborough.
- Joanne Froggatt, actrice

## Évocations artistiques

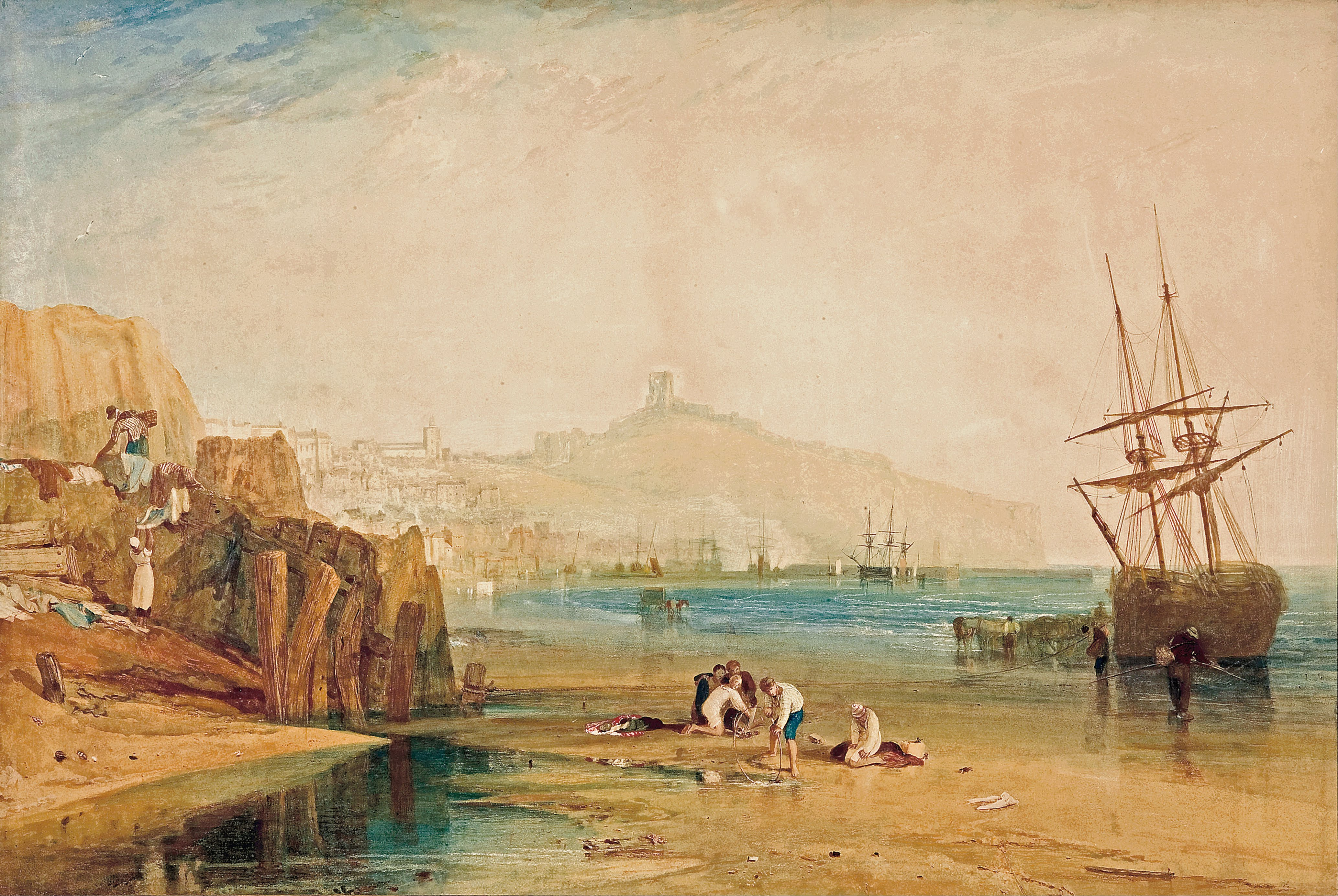
Ville et château de Scarborough
matin : garçons attrapant des crabes
Turner, 1810
Musée national d'Australie-Méridionale

Le peintre Turner a représenté la baie à deux reprises, vers 1810 dans une aquarelle conservée au Musée d'Adelaïde, et dans une autre aquarelle qui fait partie de la série Les Ports d'Angleterre en 1825, conservée à la Tate Britain à Londres
La chanson Scarborough Fair se rapporte à cette ville.
Scarborough est aussi le théâtre du téléfilm germano-britannique L'enfant de personne de Urs Egger (2013) (diffusé sur Arte)
C'est à Scarborough que fut tourné en 2019 le film Saint Maud, réalisé par Rose Glass, avec Morfydd Clark comme actrice principale.